# 謝北亭
謝北亭（1910年冬月十二日—1939年4月），字效鑫。四川忠州直隸州人（現重慶市忠縣三匯鄉中和村）。他為抗日戰爭期間陣亡的中國軍方高級將領之一。

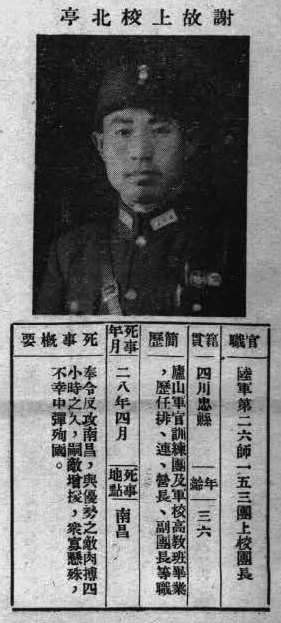
《抗戰軍人忠烈錄》（第一輯）中的謝北亭烈士遺像

## 生平[1]
宣統二年冬月十二日生於忠縣三匯鄉中和村。18歲從軍，入廬山軍官訓練團、軍校高教班受訓。結業後任二十六師七十八旅一五三團團長，駐守貴州獨山。民國26年出川抗日，在南昌會戰中壯烈成仁。